# أحمد بن السراج
أحمد بن السراج، أحمد بن أبي بكر بن علي السراج، اشتهر في علم الهندسة الرياضيات، عاش في القرن الثامن الهجري وأشهر مصنفاته: (مسائل هندسية)، (رسالة في الربع المجنّح في معرفة جيب القوس وقوس الجيب)، و(رسالة في تسطيح الكرة).